# Orlando Beltran Quevedo
Orlando Beltran Quevedo (Laoag, 11 marzo 1939) è un cardinale e arcivescovo cattolico filippino, dal 6 novembre 2018 arcivescovo emerito di Cotabato.

## Biografia
Nasce a Laoag, sede vescovile in provincia di Ilocos Norte, l'11 marzo 1939. I suoi genitori erano entrambi insegnanti della scuola pubblica. È l'ultimo di quattro figli.

### Formazione e ministero sacerdotale
Dopo aver compiuto gli studi primari, decide di seguire la sua vocazione sacerdotale, e, nel 1954, entrò nel seminario di san Jose a Quezon City, dove rimane fino al 1956. Dal 1956 al 1957, frequenta il noviziato di san Pietro in Texas, per poi ritornare nel seminario di san Jose di Quezon City, dove rimane a studiare filosofia fino al 1960. Dal 1960 fino al 1964, frequenta l'Università Cattolica d'America a Washington. Nelle Filippine, frequenta l'Università di Santo Tomás, a Manila, per compiere degli studi post laurea, e infine, frequenta dal 1976 al 1977, l'Università di St. Louis, in Missouri, per studiare teologia della vita religiosa.
Viene ordinato presbitero per l'ordine dei Missionari oblati di Maria Immacolata, il 5 giugno 1964 a Washington, negli Stati Uniti d'America. Gli viene affidato l'incarico di viceparroco della cattedrale di Cotabato nel 1964. Successivamente, diviene professore dell'Università di Cotabato, fino al 1968, e, contemporaneamente, dal 1965 al 1966, è decano degli studi presso il seminario arcivescovile di Cotabato, e dal 1966 al 1968, diviene decano degli affari studenteschi alla Notre Dame University di Cotabato. Dal 1969 al 1970, diviene vice-rettore per gli affari accademici, presso la Notre Dame University, e successivamente, dal 1970 fino al 1976, diviene presidente della stessa università. Dal 1973 al 1975, è presidente della Mindanao Educational Conference Planning Board, e, allo stesso tempo, dal 1973 al 1976, è presidente della Notre Dame Educational Association. Nel 1977 diviene direttore spirituale presso la casa di teologia di Quezon City. Dal 1977 al 1979, è parroco a Jolo, nella provincia di Sulu, e dal 1978 al 1979 è presidente dell'ordine dei Missionari oblati di Maria Immacolata, divenendone poi, fino al 1980, superiore.

### Ministero episcopale e cardinalato
Il 23 luglio 1980 papa Giovanni Paolo II lo nomina vescovo prelato di Kidapawan; riceve l'ordinazione episcopale il 28 ottobre successivo nella cattedrale di Kidapawan dall'arcivescovo Bruno Torpigliani, coconsacranti l'arcivescovo Philip Francis Smith ed il vescovo Federico Ocampo Escaler.
Il 22 marzo 1986 viene nominato arcivescovo metropolita di Nueva Segovia.
Nel 1994 è eletto membro del consiglio generale della segreteria del Sinodo dei Vescovi a Roma.
Il 30 maggio 1998 viene nominato arcivescovo metropolita di Cotabato; il 29 giugno successivo riceve il pallio da papa Giovanni Paolo II nella basilica di San Pietro in Vaticano.
Dal 1999 al 2003 è presidente della Conferenza episcopale delle Filippine. È segretario generale della Federazione delle conferenze episcopali dell'Asia dal 2005 al 2011. È noto per aver sostenuto temi della giustizia e della pace durante gli anni 1970 e 1980. È stato anche in prima linea negli sforzi di pace nel sud delle Filippine nel corso degli ultimi due decenni.
Papa Francesco lo crea cardinale presbitero di Santa Maria "Regina Mundi" a Torre Spaccata nel concistoro del 22 febbraio 2014; prende possesso del titolo il successivo 24 aprile.
Il 6 novembre 2018 lo stesso papa accetta la sua rinuncia al governo pastorale dell'arcidiocesi di Cotabato per raggiunti limiti d'età.
L'11 marzo 2019 compie ottanta anni ed esce dal novero dei cardinali elettori.

## Genealogia episcopale e successione apostolica
La genealogia episcopale è:
- Cardinale Scipione Rebiba
- Cardinale Giulio Antonio Santori
- Cardinale Girolamo Bernerio, O.P.
- Arcivescovo Galeazzo Sanvitale
- Cardinale Ludovico Ludovisi
- Cardinale Luigi Caetani
- Cardinale Ulderico Carpegna
- Cardinale Paluzzo Paluzzi Altieri degli Albertoni
- Papa Benedetto XIII
- Papa Benedetto XIV
- Papa Clemente XIII
- Cardinale Marcantonio Colonna
- Cardinale Giacinto Sigismondo Gerdil, B.
- Cardinale Giulio Maria della Somaglia
- Cardinale Carlo Odescalchi, S.I.
- Cardinale Costantino Patrizi Naro
- Cardinale Lucido Maria Parocchi
- Papa Pio X
- Cardinale Gaetano De Lai
- Cardinale Raffaele Carlo Rossi, O.C.D.
- Cardinale Amleto Giovanni Cicognani
- Arcivescovo Bruno Torpigliani
- Cardinale Orlando Beltran Quevedo, O.M.I.

La successione apostolica è:
- Vescovo José Colin Mendoza Bagaforo (2006)
- Vescovo Cerilo Uy Casicas (2018)